# Maureen F. McHugh

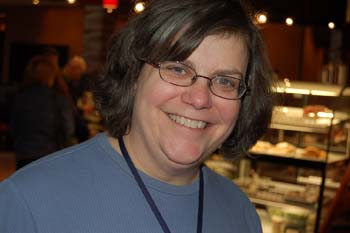
Maureen F. McHugh, 2006

Maureen F. McHugh, Pseudonym Michael Galloglach, (* 13. Februar 1959 in Loveland, Ohio) ist eine US-amerikanische Science-Fiction-Autorin.

## Leben
Maureen F. McHugh wuchs in Loveland im amerikanischen Bundesstaat Ohio auf. Sie studierte an der Ohio University und der New York University, wo sie 1984 einen Masterabschluss in Englischer Literatur erwarb. Sie lebte einige Jahre in New York, wo sie als Lehrerin an einem College, als Sekretärin und als technische Redakteurin arbeitete. Sie verbrachte ein Jahr in Shijiazhuang in China und veröffentlichte in dieser Zeit unter dem Pseudonym Michael Galloglach ihre erste Kurzgeschichte, All in a Day's Work. Danach zog sie nach Cleveland, Ohio, wo sie als technische Redakteurin bei einer Firma arbeitete, die im medizinischen Bereich tätig war. Hier traf sie ihren späteren Mann, Bob Yeager, den sie 1992 heiratete. Im selben Jahr erschien ihr erster Roman, China Mountain Zhang (dt. ABC Zhang), der für den Hugo Award und den Nebula Award nominiert war und den James Tiptree, Jr. Award sowie 1993 den Lambda Literary Award erhielt. Die deutsche Übersetzung des Romans durch Hannes Riffel und Iris Konopik wurde 2001 für den Kurd-Laßwitz-Preis nominiert. Seitdem hat sie drei weitere Romane veröffentlicht, die bislang nicht ins Deutsche übersetzt wurden. Außerdem erschien eine Vielzahl von Kurzgeschichten, von denen The Lincoln Train 1995 den Hugo Award und den Locus Award erhielt.
Im Jahre 2004 wurde bei McHugh das Hodgkin-Lymphom diagnostiziert. Über ihre Erfahrungen mit dieser Krankheit, die sie inzwischen überwunden hat, berichtete sie zu dieser Zeit in ihrem Blog. Neben ihrer schriftstellerischen Tätigkeit arbeitete McHugh für die Firma 4orty2wo Entertainment, die Alternate-Reality-Spiele entwickelt. Im März 2009 gründete sie mit zwei Kollegen ihre eigene Firma in diesem Bereich, No Mimes Media. McHugh lebt mit ihrem Mann in Austin, Texas.

## Werke
- China Mountain Zhang. New York, Tor, 1992, ISBN 0-312-85271-1 (dt. ABC Zhang. Heyne, München, 1995, ISBN 3-453-07972-8).
- Half the Day is Night. New York, Tor, 1994, ISBN 0-312-85479-X.
- Mission Child. New York, Avon, 1998, ISBN 0-380-97456-8.
- Nekropolis. New York, Harper Collins, 2002, ISBN 0-380-97457-6.

## Auszeichnungen
- 1993 Locus Award, China Mountain Zhang, Bester Erstlingsroman
- 1993 James Tiptree, Jr. Award, China Mountain Zhang, Bester Roman
- 1993 Lambda Literary Award, China Mountain Zhang, Bester Roman
- 1996 Hugo Award, The Lincoln Train, Beste Kurzgeschichte
- 1996 Locus Award, The Lincoln Train, Beste Kurzgeschichte
- 2014 Asimov’s Science Fiction Magazine Readers’ Award, Alternate History, Gedicht